# Perfluorheptansäure
Perfluorheptansäure ist eine chemische Verbindung aus der Gruppe der Perfluorcarbonsäuren.

## Eigenschaften
Perfluorheptansäure ist ein beiger Feststoff, der praktisch unlöslich in Wasser ist. Von PFHpA gibt es theoretisch 17 Skelettisomere.

## Verwendung
Perfluorheptansäure ist ein wichtiges organisches Zwischenprodukt für den agrochemischen, pharmazeutischen und Farbstoffbereich.

## Vorkommen
In Fischfilets aus zehn Seen südlich und westlich der Alpen wurden PFHpA-Konzentrationen von bis zu 0,2 μg/kg gefunden. 57 % der Einwohner Kaliforniens haben PFHpA im Blutserum.

## Gefahrenbeurteilung
2023 wurden die Perfluorheptansäure und ihre Salze in die Liste der für eine Zulassung in Frage kommenden besonders besorgniserregenden Stoffe aufgenommen.
| Name                      | CAS-Nr.    | EG-Nr.    | Wikidata  |
| ------------------------- | ---------- | --------- | --------- |
| Ammoniumperfluorheptanoat | 6130-43-4  | 228-098-2 | Q81986800 |
| Kaliumperfluorheptanoat   | 21049-36-5 | –         | Q72501948 |
| Natriumperfluorheptanoat  | 20109-59-5 | 243-518-4 | Q81986813 |

## Regulierung
In der EU sind die Höchstmengen von per- und polyfluorierten Alkylverbindungen (PFAS) im Trinkwasser über den Anhang I, Teil B der Richtlinie (EU) 2020/2184 (Trinkwasserrichtlinie) mit zwei verschiedenen Summen-Grenzwerten geregelt. Danach darf der Gesamtgehalt aller PFAS 0,5 μg/l, und die Summe der im Anhang III Teil B Nummer 3 genannten PFAS (PFAS-20), zu welchen auch Perfluorheptansäure gehört, 0,1 μg/l nicht überschreiten. Als Europäische Richtlinie ist die Richtlinie (EU) 2020/2184 allerdings nicht unmittelbar gültig, sondern muss jeweils in nationales Recht umgesetzt werden. In Deutschland wurde dies durch die Novellierung der Trinkwasserverordnung umgesetzt.